# Louis Eyraud
Louis Eyraud (* 18. Mai 1922 in Lyon; † 29. September 1993 in Brioude) war ein französischer Politiker der Parti socialiste und Tierarzt. Eyraud war vom 14. November 1976 bis zum 2. April 1978 Mitglied der Nationalversammlung. In dieses Gremium wurde er gewählt, weil Jean-Claude Simon, der ursprünglich gewählte Abgeordnete, starb und Eyraud die Nachwahl in seinem Wahlkreis im Département Haute-Loire gewann. Er war Mitglied des Europaparlamentes und gehörte dort der sozialistischen Fraktion an. Dem Parlament gehörte er seit der ersten Europawahl im Jahr 1979 bis in die zweite Wahlperiode an.